# Terremoto di Ya'an del 2013
Il terremoto di Ya'an è un evento sismico avvenuto in Cina il 20 aprile 2013 alle ore 8:02 (CST) con epicentro nella prefettura di Ya'an, nella provincia di Sichuan. Il terremoto ha avuto una magnitudo delle onde superficiali di 7,0 secondo il centro sismologico statale cinese, e una magnitudo momento di 6,6 secondo quello statunitense.
Il terremoto ha avuto luogo lungo la faglia Longmenshan, nella provincia che fu colpita da un altro violento terremoto nel 2008.